# James Jeggo
James Alexander Jeggo (Vienna, 12 febbraio 1992) è un calciatore australiano, centrocampista del Melbourne City.

## Palmarès

### Club
- FFA Cup: 1

Adelaide Utd: 2014
- Coppa d'Austria: 1

Sturm Graz: 2017-2018
- Campionato australiano: 1

Melbourne City: 2024-2025